# 115326 Wehinger
115326 Wehinger è un asteroide della fascia principale. Scoperto nel 2003, presenta un'orbita caratterizzata da un semiasse maggiore pari a 2,7624204 UA e da un'eccentricità di 0,1832825, inclinata di 2,90636° rispetto all'eclittica.